# 1. deild karla 1977
Mùa giải 1977 của 1. deild karla là mùa giải thứ 23 của bóng đá hạng hai ở Iceland.

## Bảng xếp hạng
| Vị thứ | Đội        | Số trận | Thắng | Hòa | Thua | Bàn thắng | Bàn thua | Hiệu số | Điểm | Ghi chú                     |
| ------ | ---------- | ------- | ----- | --- | ---- | --------- | -------- | ------- | ---- | --------------------------- |
| 1      | Þróttur R. | 18      | 13    | 3   | 2    | 44        | 16       | +28     | 29   | Thăng hạng Úrvalsdeild 1978 |
| 2      | KA         | 18      | 13    | 1   | 4    | 54        | 26       | +28     | 27   | Thăng hạng Úrvalsdeild 1978 |
| 3      | Haukar     | 18      | 9     | 8   | 1    | 33        | 15       | +18     | 26   |                             |
| 4      | Ármann     | 18      | 10    | 3   | 5    | 30        | 20       | +10     | 23   |                             |
| 5      | ÍBÍ        | 18      | 5     | 8   | 5    | 20        | 23       | -3      | 18   |                             |
| 6      | Þróttur N. | 18      | 5     | 5   | 8    | 23        | 30       | -7      | 15   |                             |
| 7      | Völsungur  | 18      | 5     | 5   | 8    | 27        | 34       | -7      | 15   |                             |
| 8      | Reynir S.  | 18      | 5     | 5   | 8    | 24        | 31       | -7      | 15   |                             |
| 9      | Selfoss    | 18      | 2     | 3   | 13   | 14        | 43       | -29     | 7    | Xuống hạng 2. deild 1978    |
| 10     | Reynir Á.  | 18      | 1     | 3   | 14   | 17        | 48       | -31     | 5    | Xuống hạng 2. deild 1978    |

## Danh sách ghi bàn
| Cầu thủ                | Số bàn thắng | Đội bóng   |
| ---------------------- | ------------ | ---------- |
| Páll Ólafsson          | 20           | Þróttur R. |
| Gunnar Blöndal         | 16           | KA         |
| Ármann Sverrisson      | 14           | KA         |
| Ólafur Jóhannesson     | 13           | Haukar     |
| Bjarni Hafþór Helgason | 12           | Völsungur  |
| Sigurbjörn Gunnarsson  | 10           | KA         |